# Guillaume de Saint-Lazare
Guillaume de Saint-Lazare, originaire de Saint-Lazare près de Nevers, mort le 19 mai 1221, est un prélat français du XIIIe siècle.

## Biographie
Sur le refus de Guillaume de Seignelay, doyen d'Auxerre, d'accepter le siège de Nevers, le chapitre de Saint-Cyr élit, pour succéder à Gauthier, Guillaume de Saint-Lazare. En 1203, il assiste  au concile de Meaux et, en 1207, Innocent III le charge de se rendre dans la ville du Puy et d'y contraindre les habitants à se soumettre à Bertrand de Chalençon, leur évêque.
En 1208, Guillaume achète de Philippe-Auguste le droit de régale de l'évêché de Nevers.
Il fait réparer la cathédrale consumée par les flammes en 1211 et il fait élever la grande nef et certaines portions dans le pourtour du chœur.
En 1214, il se trouve à la bataille de Bouvines dans la suite de Hervé IV de Donzy, comte de Nevers. 
Sous son épiscopat, Hervé IV de Donzy fonde l'abbaye de l'Epau, la Chartreuse de Bellary, près de Châteauneuf-Val-de-Bargis, et le monastère de Coche, près de Vieil-Manlay.